# Leptomastidea jeanneli
Leptomastidea jeanneli is een vliesvleugelig insect uit de familie Encyrtidae. De wetenschappelijke naam is voor het eerst geldig gepubliceerd in 1924 door Mercet.